# Valerianella discoidea
Valerianella discoidea là một loài thực vật có hoa trong họ Kim ngân. Loài này được Loisel. miêu tả khoa học đầu tiên năm 1810.